# Henri Gallet (homme politique, 1921-2009)
Pour les articles homonymes, voir Henri Gallet.
Henri Gallet, né le 23 décembre 1921 à Dennebrœucq et mort dans ce même village le 18 mai 2009, est un homme politique français.

## Biographie
Henri Gallet nait le 23 décembre 1921 dans le petit village de Dennebrœucq dans le Pas-de-Calais où il résidera toute sa vie. Fils d'agriculteur, il travaille dans l'exploitation de son père après avoir obtenu son certificat d'études. Il entre dans la vie politique en 1947 comme conseiller municipal de Dennebrœucq, à 26 ans. Il est élu maire en 1965 sous l'étiquette socialiste. Il restera à la tête de la commune pendant six mandats. Il consolide son implantation locale en devenant, en 1967, conseiller général du canton de Fauquembergues. Il est bientôt élu vice-président de l'assemblée départementale où il siège jusqu'en 1992. Tant à la mairie qu'au conseil général, Henri Gallet s'intéresse prioritairement aux problèmes agricoles qu'il connaît très bien. Mais il s'engage également sur d'autres terrains : l'éducation (il est membre de la délégation départementale de l'Éducation nationale et le canton lui doit la mise en service de l'antenne du lycée agricole départemental de Radinghem tout comme le collège de Fauquembergues), et la santé (il siège au conseil d'administration du centre hospitalier de la région de Saint-Omer).
Bien implanté dans sa commune et au conseil général, apprécié de ses administrés, figure du socialisme rural dans cette terre de gauche, Henri Gallet se présente aux élections sénatoriales de 1983, en cinquième position sur la liste socialiste qui obtient trois élus. Le 7 janvier 1992, il remplace le sénateur Michel Darras, décédé, au Palais du Luxembourg. Depuis le décès de Bernard Chochoy, sénateur-maire de Lumbres, le Palais du Luxembourg n'avait plus connu de représentant de l'Audomarois, cette pittoresque région maraîchère centrée autour de la ville de Saint-Omer et du marais avoisinant. Henri Gallet rejoint le groupe socialiste et siège à la commission des lois. Son mandat est en réalité très court, puisque le nouveau sénateur n'est pas candidat aux élections sénatoriales du 27 septembre 1992. Siégeant seulement 9 mois dans l'hémicycle, il n'a pas le temps de participer activement aux travaux de ses collègues tant en commission qu'en séance publique. Il suit toutefois les débats autour du traité de Maastricht et approuve la loi constitutionnelle du 25 juin 1992 ajoutant à la Constitution un titre : « De l'Union européenne ».
Henri Gallet meurt le 18 mai 2009. Il est chevalier de la Légion d'honneur, officier du Mérite agricole et titulaire des Palmes académiques.

## Détail des fonctions et des mandats
Mandat parlementaire
- 7 janvier 1992 - 27 septembre 1992 : Sénateur du Pas-de-Calais